# رجل الثقب
رجل الثقب (بالإنجليزية: The Hole Man) قصّة قصيرة كتبت من طرف الكاتب الأمريكي لاري نيفن. فازت بجائزة هوغو لأفضل قصّة قصيرة سنة 1975.
تحكي القصة عن فريق من العلماء والمستكشفين في كوكب المريخ يجدون قاعدة فضائية بداخلها جهاز اتّصال لا يزال شغّالا. أحد العلماء يعتقد أنّ بداخل هذا الجهاز ثقباً أسوداً غير أنّ رئيسه لا يصدّقه. أثناء الجدال الساخن الذي يتصاعد مع رئيسه، قام العالم بتعطيل حقل الطاقة الذي يقوم بحجز الثقب، مما جعله حراً.يخترق الثّقب الأسود جسم رئيسه متّجها إلى مركز الكوكب. في نهاية القصّة يُكشف أنّ الثقب قد يشكّل خطراً على المستكشفين خلال عمليّة التهام الكوكب.